# Székelybő
Székelybő (1899-ig Bő, románul Beu, németül Betendorf) falu Romániában Maros megyében.

## Fekvése
A falu Marosvásárhelytől 12 km-re keletre a Moson-patak völgyfőjében, Székelymosontól 2,5 km-re északnyugatra fekszik. Nyárádszeredához tartozik.

## Története
1332-ben Beu néven említik. Veszély esetén lakói az 521 m magas Őrvárra menekültek. Lakói a 16. században nagyrészt reformátusok lettek és a templom az övék lett, de 1767-ben megint a katolikusok kerültek többségbe és visszavették a templomot.
1910-ben 232 lakosa volt, melyből 217 magyar és 15 román. A trianoni békeszerződésig Maros-Torda vármegye Nyárádszeredai járásához tartozott. 1992-ben 136 lakosa volt, 3 román kivételével mind magyarok.

## Látnivalók
- Római katolikus temploma kőből épült, 1766-ban barokk stílusban átalakították.
- Református temploma 1784-ben fából épült, ami formáját 1929-ben nyerte el.